# Orosz László (fizikus)
Orosz László (?, 1947. július 23. – ?, 2023. december 14.) villamosmérnök, a Budapesti Műszaki Egyetem Természettudományi Kar Fizika Tanszékének oktatója.

## Tanulmányai
Az egyetemi tanulmányait a BME Villamosmérnöki Karán végezte. Itt szerzett meg a mérnöktanári oklevelét is. Az egyetemi diploma megszerzése után (1971-ben) hívták meg a Fizika Tanszékre. Tudományos témáit polikristályos fémek rugalmas tulajdonságainak mikrofizikai vizsgálatában, szekunder ion emissziós jelenségek elméleti leírásában, illetve egyszerű fémek felületi elektronsűrűségének a tanulmányozásában találta meg. A pásztázó alagútmikroszkóp sűrűségfunkcionál elmélettel történő leírásában elért eredményeit PhD dolgozatban foglalta össze (1990). 2012-ben vonult nyugdíjba a BME Fizika Tanszék egyetemi docenseként, azóta címzetes egyetemi docensként segítette a Tanszék oktatási és tudomány-népszerűsítő tevékenységét addig, amíg rövid, súlyos betegsége után életének 77- ik évében elhunyt.

## Tevékenysége
A Műegyetem oktatójaként elsősorban villamosmérnök- és fizikushallgatókat oktatott. Fő tantárgyai: mechanika, kvantummechanika, termodinamika, statisztikus fizika. Tanárként nevezetes volt a sajátos, provokatív, konfrontatív előadási módszereiről.
Tanári munkája mellett szerepet vállalt az áltudományok elleni fellépésben, a Szkeptikus Konferencia egyik szervezője és gyakori előadója , illetve a Szkeptikus Társaság tagja is volt. A társaság tagjaként közreműködött a "Kételkedem, tehát vagyok" című, a tudományos szkepticizmussal kapcsolatos ismeretterjesztő film elkészítésében. Emellett gyakori vendége volt ismeretterjesztő és vitaműsoroknak, a témában nyilvános előadásokat is tartott. Emellett ateistaként gyakran nyilatkozott olyan vitaesteken, beszélgetéseken, amelyek témája a hit illetve a vallás és a tudomány kapcsolata.

## Könyvei
Könyvei kivétel nélkül egyetemi jegyzetek, vagy segédanyagok, amelyek egy része kiadatlan munka, más része a Műegyetem kiadványa.
- Orosz László. Fizika (Kvantummechanika) – előadásvázlat és munkafüzet villamosmérnök hallgatók számára
- Vankó Péter, Orosz László, Papp Zsolt, Kornis János, Varga Gábor; "Fizika körülöttünk" e-learning jegyzet mérnök hallgatóknak
- Orosz László, Jakovác Antal, Takács Gábor. Elektrodinamika (2013). Hozzáférés ideje: 2019. február 6.
- Török János, Orosz László, Unger Tamás. Elméleti fizika 1. – egyetemi jegyzet. Budapesti Műszaki Egyetem (2014. február 3.)
- Török János, Orosz László, Kertész János. Elméleti fizika 2. – egyetemi jegyzet. Budapesti Műszaki Egyetem (2014. február 3.)